# Milton Windler
Milton « Milt » Windler (né le 10 janvier 1932 à Hampton) est un ingénieur en aérospatiale américain connu pour sa carrière à la National Aeronautics and Space Administration (Nasa).
Il est directeur de vol durant le programme Apollo, participant notamment à Apollo 13. Il reçut la médaille présidentielle de la Liberté pour cette mission.

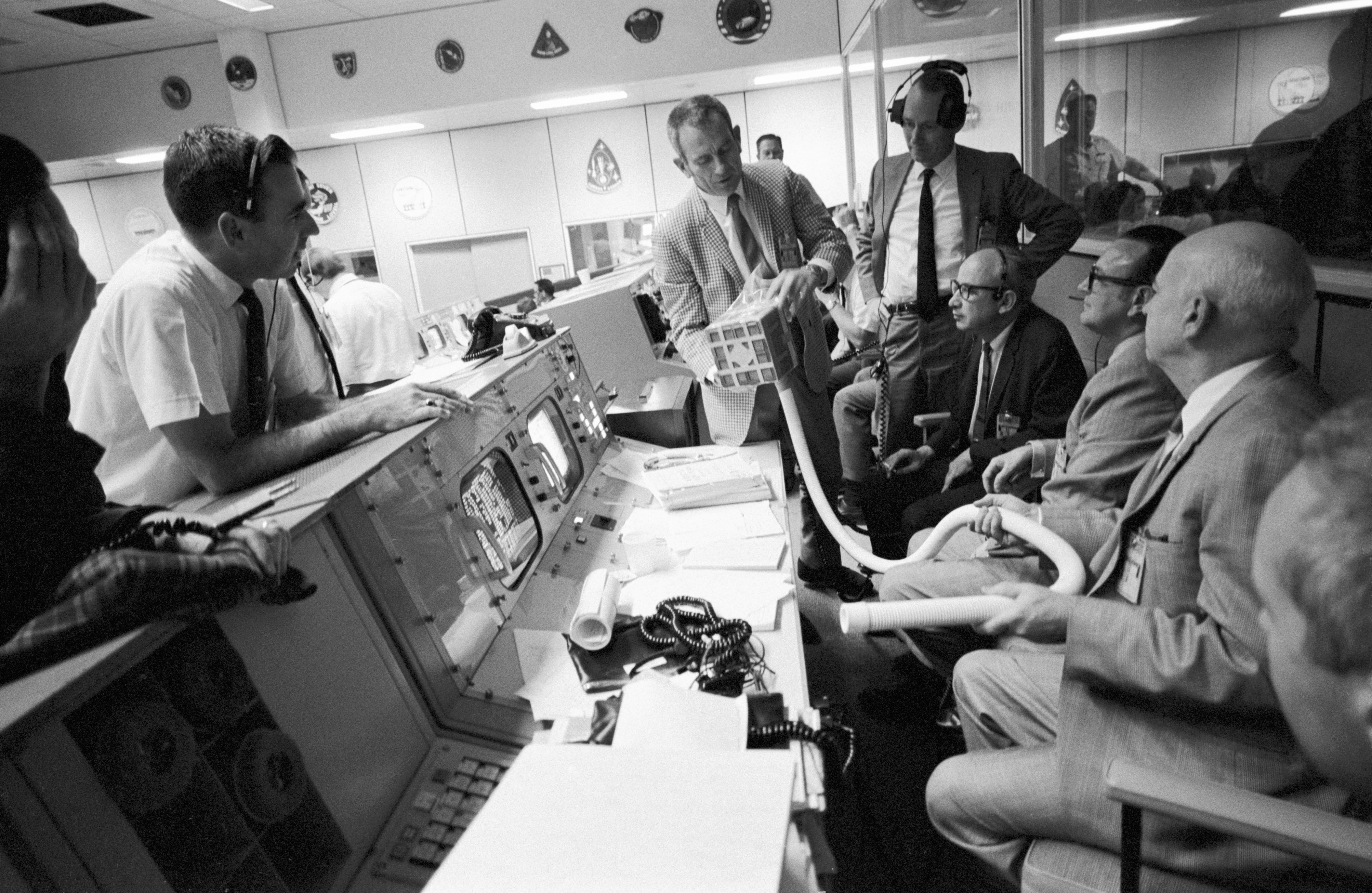
Milton Windler (gauche) et d'autres observant Deke Slayton manipulant le filtre improvisé durant Apollo 13 le 15 avril 1970.